# Plodda
Plodda este o comună în Saxonia-Anhalt, Germania.